# Белица (Јагодина)
Белица је насељено место града Јагодине у Поморавском округу. Према попису из 2022. има 266 становника (према попису из 2011. било је 342 становника).
Овде се налазе Запис Рацића храст (Белица), Запис Жолетова липа (Белица), Запис крушка у порти (Белица) и Запис Животина липа (Белица).

## Географски положај
Налази се на 15 km од Јагодине на старом путу за Крагујевац преко Драгоцвета и Сабанте. Река Белица настаје спајањем Бешњаје и Вољавице које извиру у брдима Црног Врха. Протиче кроз Белицу па једна од легенди каже да је село добило име по реци. Корито реке у делу који протиче кроз Белицу поплочано је каменом „белутком“ преко кога тече бисерно чиста вода па то може бити објашњење порекла имена реке и села.
Река Белица је сада у свом горњем току још увек пуна живота. Има поточне мрене, клена и кркуша као и ракова.
Околна мања села су Врба, Слатина, Мишевић, Доњи Мишевић, Лозовик и Старо село.

## Археологија
У близини села налазе се остаци средњовековног града који се у народу зову „Јеринин град“ или само „град“ а поред њега и темељи неке цркве. Верује се да овај град датира из најранијег периода доласка Словена на Балкан и њихове христијанизације.
Топоними у околини су „Црквина“, „Логор“ и „Јеврејско гробље“. Сељани су раније при обради земље проналазили разне вредне предмете. Сада је та земља запуштена, а сâм „град“ остављен разним „истраживачима“ који се баве пљачком старина.
У долини реке Белице 2012. године пронађени су остаци неолитског насеља старог скоро 8000 година, као и фигура Венере, Немачки стручњаци са Универзитета у Тибингену и Геолошког института у Хајделбергу су потврдили да се ради о најстаријем светилишту у Европи.

## Историја
До Другог српског устанка Белица се налазила у саставу Османског царства. Након Другог српског устанка Белица улази у састав Кнежевине Србије и административно је припадала Јагодинској нахији и Левачкој кнежини све до 1834. године када је Србија подељена на сердарства.

## Јосиф Панчић
Долазак Јосифа Панчића у Србију везан је за село Белицу.
Четрдесетих година 19. века, Аврам Петронијевић, тадашњи министар иностраних дела Србије, у селу Белици је основао фабрику за производњу стакла. Била је то прва стаклара на Балкану ако не и прво индустријско постројење. У Србији наравно није било мајстора који знају овај занат те је он довео мајсторе стакларе из Чешке. Дошли су са својим породицама и населили се око фабрике. На месту где је била стаклара сада је њива али земља светлуца од остатака стакла а у старим домаћинствима је могуће наћи очуване предмете произведене у тој стаклари. Има их и у Завичајном музеју у Јагодини.
Неко време по доласку Чеха почели су да оболевају од неке болести па и да им деца умиру. Уплашен да га не напусте мајстори, Аврам Петронијевић је писао Вуку Караџићу у Беч и молио га да му нађе неког лекара који би дошао у Белицу како би лечио његове раднике.
Вук је познавао Јосипа Панчића који је у то време завршио медицину. Пристао је да дође у Србију јер је био без посла. Зграда у центру Белице коју мештани зову „Стара школа“ и у којој је била његова ординација кад је стигао у Србију постоји и данас.

## Познате личности рођене у Белици
- Рада Миљковић
- Живота Милановић

## Демографија
Данас село има стотинак углавном старачких домаћинстава која живе од земљорадње.
У насељу Белица живи 339 пунолетних становника, а просечна старост становништва износи 50,2 година (47,1 код мушкараца и 53,5 код жена). У насељу има 131 домаћинство, а просечан број чланова по домаћинству је 3,00.
Ово насеље је великим делом насељено Србима (према попису из 2002. године), а у последња три пописа, примећен је пад у броју становника.
|  |

| Демографија | Демографија | Демографија |
| Година      | Становника  | Становника  |
| ----------- | ----------- | ----------- |
| 1948.       | 767         |             |
| 1953.       | 796         |             |
| 1961.       | 769         |             |
| 1971.       | 662         |             |
| 1981.       | 591         |             |
| 1991.       | 453         | 445         |
| 2002.       | 393         | 399         |
| 2011.       | 342         |             |
| 2022.       | 266         |             |

| Етнички састав према попису из 2002.‍ | Етнички састав према попису из 2002.‍ | Етнички састав према попису из 2002.‍ | Етнички састав према попису из 2002.‍ | Етнички састав према попису из 2002.‍ |
| ------------------------------------ | ------------------------------------ | ------------------------------------ | ------------------------------------ | ------------------------------------ |
|                                      |                                      |                                      |                                      |                                      |
| Срби                                 | Срби                                 |                                      | 388                                  | 98,72%                               |
| Роми                                 | Роми                                 |                                      | 2                                    | 0,50%                                |
| Хрвати                               | Хрвати                               |                                      | 1                                    | 0,25%                                |
| непознато                            | непознато                            |                                      | 2                                    | 0,50%                                |

| Белица у пописима Јагодинске нахије — од 1818. до 1829.                           |       |       |       |       |       |       |          |       |       |       |       |       |
| Година пописа                                                                     | 1818. | 1819. | 1820. | 1821. | 1822. | 1823. | 1824/25. | 1825. | 1826. | 1827. | 1828. | 1829. |
| Куће                                                                              | 23    | 25    | 25    | 26    | 26    | 26    | 25       | 26    | 27    | 26    | 28    | 29    |
| Пореске главе*                                                                    | -     | 30    | 33    | 32    | 32    | 31    | 33       | 33    | 32    | 30    | 31    | 32    |
| Арачке главе**                                                                    | 59    | 66    | 66    | 68    | 69    | 70    | 72       | 73    | 81    | 80    | 76    | 78    |
| *Пореске главе = Ожењени мушкарци \| ** Арачке главе = Мушкарци од 7 до 70 година |       |       |       |       |       |       |          |       |       |       |       |       |

| Година пописа     | 1948. | 1953. | 1961. | 1971. | 1981. | 1991. | 2002. |
| ----------------- | ----- | ----- | ----- | ----- | ----- | ----- | ----- |
| Број домаћинстава | 136   | 147   | 174   | 172   | 161   | 143   | 131   |

| Број чланова      | 1  | 2  | 3  | 4  | 5  | 6 | 7 | 8 | 9 | 10 и више | Просек |
| ----------------- | -- | -- | -- | -- | -- | - | - | - | - | --------- | ------ |
| Број домаћинстава | 26 | 40 | 24 | 15 | 11 | 8 | 4 | 3 | 0 | 0         | 3,00   |

| Пол    | Укупно | Неожењен/Неудата | Ожењен/Удата | Удовац/Удовица | Разведен/Разведена | Непознато |
| ------ | ------ | ---------------- | ------------ | -------------- | ------------------ | --------- |
| Мушки  | 176    | 42               | 111          | 13             | 6                  | 4         |
| Женски | 174    | 15               | 111          | 47             | 0                  | 1         |
| УКУПНО | 350    | 57               | 222          | 60             | 6                  | 5         |

| Пол    | Укупно                    | Пољопривреда, лов и шумарство | Рибарство                            | Вађење руде и камена | Прерађивачка индустрија       |
| ------ | ------------------------- | ----------------------------- | ------------------------------------ | -------------------- | ----------------------------- |
| Мушки  | 83                        | 47                            | 0                                    | 0                    | 14                            |
| Женски | 54                        | 38                            | 0                                    | 0                    | 1                             |
| УКУПНО | 137                       | 85                            | 0                                    | 0                    | 15                            |
| Пол    | Производња и снабдевање   | Грађевинарство                | Трговина                             | Хотели и ресторани   | Саобраћај, складиштење и везе |
| Мушки  | 2                         | 4                             | 4                                    | 1                    | 8                             |
| Женски | 0                         | 0                             | 4                                    | 0                    | 2                             |
| УКУПНО | 2                         | 4                             | 8                                    | 1                    | 10                            |
| Пол    | Финансијско посредовање   | Некретнине                    | Државна управа и одбрана             | Образовање           | Здравствени и социјални рад   |
| Мушки  | 1                         | 1                             | 1                                    | 0                    | 0                             |
| Женски | 0                         | 1                             | 0                                    | 5                    | 1                             |
| УКУПНО | 1                         | 2                             | 1                                    | 5                    | 1                             |
| Пол    | Остале услужне активности | Приватна домаћинства          | Екстериторијалне организације и тела | Непознато            | Непознато                     |
| Мушки  | 0                         | 0                             | 0                                    | 0                    | 0                             |
| Женски | 2                         | 0                             | 0                                    | 0                    | 0                             |
| УКУПНО | 2                         | 0                             | 0                                    | 0                    | 0                             |